# Е (слово ћирилице)
Е (Е е; искошено: ) је ћириличко слово, еквивалент латиничном слову  и грчком слову епсилон (Ε ε).

## Историја
Слово Е је изведено из грчког слова епсилон.
У старословенској азбуци име слова било је єсть, што је на тадашњем језику значило »јест«.
У ћириличком бројевном систему, слово ⟨Е⟩ је имало вредност броја 5.

## Облик
У раној ћирилици, облик овог слова био је обао (Є є), док се данас пише с оштрим ивицама (Е е). Обло Е се данас употребљава само у украјинској и русинској азбуци, и означава двогласник (дифтонг) "је".

## Употреба
Присутно је у свим ћириличним писмима и углавном означава полузатворен предњи нелабијализован самогласник.

### Руски и белоруски језик
У руском и белоруском језику, углавном означава дифтонг "је". Када се нађе иза одређених сугласника (Д, Т, Л, Н), врши се процес налик нашем јотовању ("ДЕ" се чита слично нашем "ЂЕ", "ТЕ" слично нашем "ЋЕ" итд.). У украјинском је ово случај са словом "Є".
И у руској и у белоруској азбуци, налази се на шестом месту.

### Бугарски, македонски, српски и украјински језик
У бугарском, македонском, српском и украјинском језику, ово слово означава или "полузатворен предњи нелабијализован самогласник" или "полуотворен предњи нелабијализован самогласник".
У бугарској азбуци, налази се на шестом месту, док се у македонској, српској и украјинској налази на седмом.

## Слична и сродна слова
- Ѐ ѐ: слово ћирилице
- Ё ё: слово ћирилице
- Є є: слово ћирилице
- E e: E (слово латинице)
- Ε ε: слово грчког алфабета